# Comuna Östra Göinge
Östra Göinge (Östra Göinge kommun) este o comună din comitatul Skåne län, Suedia, cu o populație de 13.687 locuitori (2013).

## Geografie

### Zone urbane
Lista celor mai mari zone urbane din comună (anul 2015) conform Biroului Central de Statistică al Suediei:
| Nr | Zona urbană | Pop.  |
| -- | ----------- | ----- |
| 1  | Knislinge   | 3.144 |
| 2  | Broby       | 3.104 |
| 3  | Glimåkra    | 1.466 |
| 4  | Sibbhult    | 1.431 |
| 5  | Hanaskog    | 1.385 |
| 6  | Immeln      | 298   |
| 7  | Hjärsås     | 216   |

## Demografie
| \| Evoluția demografică în comuna Östra Göinge, 1970–2015 \| Evoluția demografică în comuna Östra Göinge, 1970–2015 \| Evoluția demografică în comuna Östra Göinge, 1970–2015 \| Evoluția demografică în comuna Östra Göinge, 1970–2015 \| Evoluția demografică în comuna Östra Göinge, 1970–2015 \| \| ----------------------------------------------------------------------------------------------------- \| ------------------------------------------------------ \| ------------------------------------------------------ \| ------------------------------------------------------ \| ------------------------------------------------------ \| \| An \| \| \| Locuitori \| \| \| 1970 \| 1970 \| \| 14543 \| 14543 \| \| 1975 \| 1975 \| \| 14942 \| 14942 \| \| 1980 \| 1980 \| \| 15424 \| 15424 \| \| 1985 \| 1985 \| \| 14879 \| 14879 \| \| 1990 \| 1990 \| \| 15082 \| 15082 \| \| 1995 \| 1995 \| \| 15061 \| 15061 \| \| 2000 \| 2000 \| \| 14215 \| 14215 \| \| 2005 \| 2005 \| \| 13991 \| 13991 \| \| 2010 \| 2010 \| \| 13590 \| 13590 \| \| 2015 \| 2015 \| \| 14102 \| 14102 \| \| Sursa: SCB - Statistika Centralbyrån, Folkmängd efter region, civilstånd, ålder och kön. År 1968–2016 \| \| \| \| \| |      |  |           |       |
| Evoluția demografică în comuna Östra Göinge, 1970–2015 |      |  |           |       |
| An |      |  | Locuitori |       |
| 1970 | 1970 |  | 14543     | 14543 |
| 1975 | 1975 |  | 14942     | 14942 |
| 1980 | 1980 |  | 15424     | 15424 |
| 1985 | 1985 |  | 14879     | 14879 |
| 1990 | 1990 |  | 15082     | 15082 |
| 1995 | 1995 |  | 15061     | 15061 |
| 2000 | 2000 |  | 14215     | 14215 |
| 2005 | 2005 |  | 13991     | 13991 |
| 2010 | 2010 |  | 13590     | 13590 |
| 2015 | 2015 |  | 14102     | 14102 |
| Sursa: SCB - Statistika Centralbyrån, Folkmängd efter region, civilstånd, ålder och kön. År 1968–2016 |      |  |           |       |